# Petre Roman
Petre Roman (ur. 22 lipca 1946 w Bukareszcie) – rumuński polityk, inżynier i wykładowca akademicki. Premier Rumunii w latach 1989–1991 – pierwszy po rewolucji i obaleniu reżimu Nicolae Ceaușescu. Jeden z liderów Frontu Ocalenia Narodowego, założyciel i przywódca Partii Demokratycznej, przewodniczący Senatu (1996–1999), minister spraw zagranicznych (1999–2000), kandydat w wyborach prezydenckich.

## Życiorys

### Wykształcenie i działalność zawodowa
Petre Roman w 1968 ukończył studia na wydziale energetycznym Instytutu Politechnicznego w Bukareszcie. W 1971 uzyskał dyplom DEA na Uniwersytecie Tuluza III – Paul Sabatier. W 1974 doktoryzował się w zakresie inżynierii w Instytucie Mechaniki Płynów w Tuluzie.
Od 1976 pracował jako asystent na wydziale energetycznym macierzystej uczelni, w 1976 objął stanowisko wykładowcy. W 1985 stanął na czele katedry hydrauliki maszyn, a w 1990 został profesorem na Uniwersytecie Technicznym w Kiszyniowie.

### Premier Rumunii
Był jednym z aktywistów rewolucji z grudnia 1989, która doprowadziła do upadku reżimu Nicolae Ceaușescu. Wszedł w skład rady Frontu Ocalenia Narodowego, organu skupiającego osoby cywilne (w dużej mierze członków partii komunistycznej) i wojskowych, który przejął władzę w kraju. Lider ugrupowania Ion Iliescu 26 grudnia 1989 został tymczasowym prezydentem, a tego samego dnia Petre Roman objął stanowisko premiera. Rząd ten miał charakter gabinetu przejściowego, powołanego do czasu pierwszych wolnych wyborów po II wojnie światowej w Rumunii. Wybory z 20 maja 1990 (parlamentarne i prezydenckie) wygrał Front Ocalenia Narodowego, który zdobył 263 mandaty w 395-osobowej Izbie Deputowanych, z których jeden przypadł premierowi. 28 czerwca 1990 Petre Roman ponownie został premierem.
Rząd Petre Romana napotkał podobne problemy jak inne pierwsze niekomunistyczne rządy w państwach regionu związane z koniecznością przekształcenia gospodarki centralnie planowanej na rynkową. Władze zaczęły jednak zachowywać część mechanizmów nierynkowych w celu ochrony przemysłu ciężkiego rozbudowywanego w latach 60. Zachowanie to powodowało problemy z jakością wyrobów fabryk w tym zbrojeniowych. W rezultacie załamał się eksport, co dodatkowo wpłynęło negatywnie na postrzeganie kraju na arenie międzynarodowej. Rząd był krytykowany za zbyt mocne wpływy postkomunistów, a także kierowanie się nadal ideałami socjalistycznymi, przez co nie dążył do kluczowych reform gospodarczych. Część reform była również hamowana przez związanych z prezydentem socjalistycznych członków rządu, którzy blokowali liberalne ustawy. Negatywnie na popularność gabinetu wpływała także jego postawa utrudniająca przyjazd do kraju byłego króla Michała.
Od stycznia do czerwca 1990 w Bukareszcie nastąpiła seria trzech najazdów górników. Początkowo robotnicy byli zwożeni do stolicy głównie na wezwania Iona Iliescu w celu rozprawiania się z antykomunistycznymi protestami. Czwarta mineriada pod przywództwem działacza związkowego Mirona Cozmy nastąpiła we wrześniu 1991, mając antyrządowy charakter. W wyniku tego Petre Roman musiał podać się do dymisji. Stanowisko premiera 1 października 1991 objął minister finansów Theodor Stolojan.

### Działalność od 1991
W kwietniu 1992 w FSN doszło do rozłamu, znaczna część działaczy związanych z prezydentem założyła wówczas Demokratyczny Front Ocalenia Narodowego. Działacze związani z byłym premierem kontynuowali działalność pod dotychczasowym szyldem. Również w 1992 odbyły się kolejne wybory parlamentarne, wygrane przez postkomunistów Iona Iliescu. Front Ocalenia Narodowego Petre'a Romana zajął trzecie miejsce z wynikiem 10,2% głosów, po czym znalazł się w opozycji. Petre Roman objął mandat poselski na czteroletnią kadencję. W maju 1993 stanął na czele Partii Demokratycznej (PD), utworzonej głównie na bazie likwidowanego wówczas Frontu Ocalenia Narodowego. W 1995 w imieniu swojej partii doprowadził do koalicji z Rumuńską Partią Socjaldemokratyczną.
W 1996 Petre Roman reprezentował to ugrupowanie w wyborach prezydenckich, otrzymując w pierwszej turze 20,5% głosów i zajmując trzecie miejsce. W odbywających się równolegle wyborach parlamentarnych został wybrany w skład Senatu. Przed drugą turą PD oficjalnie poparła późniejszego zwycięzcę, Emila Constantinescu, reprezentanta centroprawicowej Rumuńskiej Konwencji Demokratycznej, z którą po jego zwycięstwie nad Ionem Iliescu zawarła koalicje rządzącą. W ramach uzgodnień w 1996 Petre Roman objął funkcję przewodniczącego izby wyższej rumuńskiego parlamentu.
W 1998 demokraci czasowo opuścili koalicję rządową, powrócili do niej po powołaniu nowego gabinetu z Radu Vasile na czele. Po utworzeniu w 1999 nowego rządu Mugura Isărescu lider PD objął stanowiska ministra stanu i ministra spraw zagranicznych, które zajmował do 2000. W tym samym roku kolejny raz ubiegał się o prezydenturę, otrzymując niespełna 3,0% głosów. Utrzymał natomiast mandat senatora na kadencje 2000–2004. W maju 2001 utracił przywództwo w Partii Demokratycznej na rzecz Traiana Băsescu. W lutym 2004 opuścił założone przez siebie ugrupowanie, powołując nową formację pod nazwą Siła Demokratyczna. Po raz trzeci wystartował w tymże roku w wyborach prezydenckich, uzyskując poparcie na poziomie 1,3% głosów.
W 2008 przyjął propozycję premiera Călina Popescu-Tăriceanu objęcia stanowiska pełnomocnika rządu ds. rumuńskiej diaspory. Wstąpił następnie w szeregi Partii Narodowo-Liberalnej (PNL). W wyborach w 2012 uzyskał z ramienia PNL mandat poselski.
W 2017 został oskarżony wraz z m.in. byłym prezydentem Ionem Iliescu w postępowaniu dotyczącym spacyfikowania przez górników w czerwcu 1990 antyrządowych manifestacji w Bukareszcie.
W 2020 na zaproszenie Gabrieli Firei wystartował do rady miejskiej Bukaresztu z ramienia PSD; wkrótce po wyborach zrezygnował jednak z mandatu.

## Życie prywatne
Ojciec Petre'a Romana, Valter Roman, urodził się w rodzinie siedmiogrodzkich Żydów jako Ernst Neulander. Był działaczem komunistycznym, ochotnikiem w hiszpańskiej wojnie domowej, a w czasie II wojny światowej aktywistą Kominternu w Moskwie, gdzie poznał swoją przyszłą żonę, pochodzącą z Hiszpanii, Hortensię. Pierwszą żoną Petre'a Romana była Mioara Georgescu, para rozwiodła się w 2007. W 2009 polityk ożenił się z Silvią Chifiriuc.

## Odznaczenia
- Kawaler Orderu Gwiazdy Rumunii – 2002[15]
- Krzyż Wielki Orderu Zasługi – Portugalia, 2000[16]